# أندرو صوايا
أندرو كميل صوايا (من مواليد 30 أبريل 2000) هو لاعب كرة قدم لبناني يلعب كظهير أيمن لنادي الصفاء والمنتخب اللبناني.

## مهنة النادي
ولد في ضهور الشوير، لبنان. انتقل إلى الإمارات العربية المتحدة في سن الخامسة، عاش فيها لمدة سبع سنوات. خلال هذا الوقت لعب لأكاديمية العين. وفي عام 2012، عاد إلى لبنان ليلعب في أكاديمية أتليتيكو لكرة القدم لمدة خمس سنوات.
في يوليو 2017، انضم إلى نادي النجمة، ولعب لفريقي الشباب والكبار. ظهر مرة واحدة في الدوري اللبناني الممتاز 2017–18، في 15 أبريل 2018، ضد نادي العهد. سجل في مرمى الأنصار في موسم 2021–22، وهو الهدف الوحيد في المباراة.
في 13 يونيو 2022، انتقل إلى العهد. وبعد موسم واحد، انتقل إلى نادي الصفاء في 13 مايو 2023.

## مهنة دولية
مثل صوايا لبنان دوليًا على مستوى الشباب، واستدعي إلى المعسكر التدريبي للفريق الأول قبل تصفيات كأس العالم 2022. ظهر لأول مرة مع الفريق الأول في 30 ديسمبر 2022، في مباراة ودية ضد الإمارات العربية المتحدة.

## الإحصائيات المهنية

### دولية
| الفريق الوطني | سنة     | الظهور | الأهداف |
| ------------- | ------- | ------ | ------- |
| لبنان         | 2022    | 1      | 0       |
| المجموع       | المجموع | 1      | 0       |

## الإنجازات
النجمة
- كأس الاتحاد اللبناني: 2021–22؛ الوصيف: 2017–18، 2020–21
- كأس النخبة اللبناني: 2018، 2021
- وصيف كأس السوبر اللبناني: 2018، 2021

العهد
- الدوري اللبناني الممتاز: 2022–23

## روابط خارجية
- أندرو صوايا على فرق كرة القدم الوطنية.كوم
- أندرو صوايا  على سكروي